# Mettawa
Mettawa és una vila dels Estats Units a l'estat d'Illinois. Segons el cens del 2000 tenia 367 habitants.

## Demografia
Segons el cens del 2000, Mettawa tenia 367 habitants, 135 habitatges, i 108 famílies. La densitat de població era de 25,9 habitants/km².
Dels 135 habitatges en un 33,3% hi vivien nens de menys de 18 anys, en un 75,6% hi vivien parelles casades, en un 1,5% dones solteres, i en un 19,3% no eren unitats familiars. En el 16,3% dels habitatges hi vivien persones soles el 6,7% de les quals corresponia a persones de 65 anys o més que vivien soles. El nombre mitjà de persones vivint en cada habitatge era de 2,68 i el nombre mitjà de persones que vivien en cada família era de 2,96.
Per edats la població es repartia de la següent manera: un 24% tenia menys de 18 anys, un 6% entre 18 i 24, un 20,4% entre 25 i 44, un 36,2% de 45 a 60 i un 13,4% 65 anys o més.
L'edat mediana era de 45 anys. Per cada 100 dones de 18 o més anys hi havia 103,6 homes.
La renda mediana per habitatge era de 127.388 $ i la renda mediana per família de 153.129 $. Els homes tenien una renda mediana de 100.000 $ mentre que les dones 51.250 $. La renda per capita de la població era de 89.104 $. Aproximadament el 3,1% de les famílies i el 4,6% de la població estaven per davall del llindar de pobresa.

## Poblacions properes
El següent diagrama mostra les poblacions més properes.